# 毛燮均
毛燮均（1901年7月15日—1979年6月4日），男，四川仁寿人，中国口腔医学专家、口腔医学教育家，曾任北京大学医学院口腔系首任系主任、教授。